# Munich (Dakota du Nord)
Pour la ville allemande, voir Munich.
Pour les articles homonymes, voir Munich (homonymie).
La ville de Munich est située dans le comté de Cavalier, dans l’État du Dakota du Nord, aux États-Unis. Sa population s’élevait à 210 habitants lors du recensement de 2010, estimée à 200 habitants en 2018.

## Histoire
Fondée en 1904, Munich a reçu le nom de la ville allemande du même nom,. Un bureau de poste a ouvert le 12 décembre 1904.

## Démographie
| 1920 | 1930 | 1940 | 1950 | 1960 | 1970 |
| ---- | ---- | ---- | ---- | ---- | ---- |
| 248  | 260  | 216  | 248  | 213  | 249  |

| 1980 | 1990 | 2000 | 2010 | - | - |
| ---- | ---- | ---- | ---- | - | - |
| 300  | 310  | 268  | 210  | - | - |

## Personnalité liée à la ville
Le sénateur Quentin N. Burdick est né à Munich en 1908.

## Source
- (en) Cet article est partiellement ou en totalité issu de l’article de Wikipédia en anglais intitulé « Munich, North Dakota » (voir la liste des auteurs).